# Glitterball (Simple Minds)
Glitterball is een nummer van de Schotse band Simple Minds uit 1998. Het is de eerste single van hun elfde studioalbum Néapolis.
Het nummer werd vooral in hit in het Verenigd Koninkrijk en Italië. In het Verenigd Koninkrijk bereikte het de 18e positie. In Nederland haalde het nummer de 7e positie in de Tipparade, en in de Vlaamse Ultratop 50 haalde het de 47e positie.